# USS Chancellorsville (CG-62)
El USS Robert Smalls (CG-62), anteriormente llamado Chancellorsville, es un crucero lanzamisiles de la clase Ticonderoga de la Armada de los Estados Unidos. El buque de guerra fue originalmente llamado USS Chancellorsville por la Batalla de Chancellorsville de la guerra civil estadounidense. En marzo de 2023, pasó a llamarse Robert Smalls, un antiguo esclavo que se liberó a sí mismo y a otros al comandar un barco de transporte confederado.

## Historial de servicio

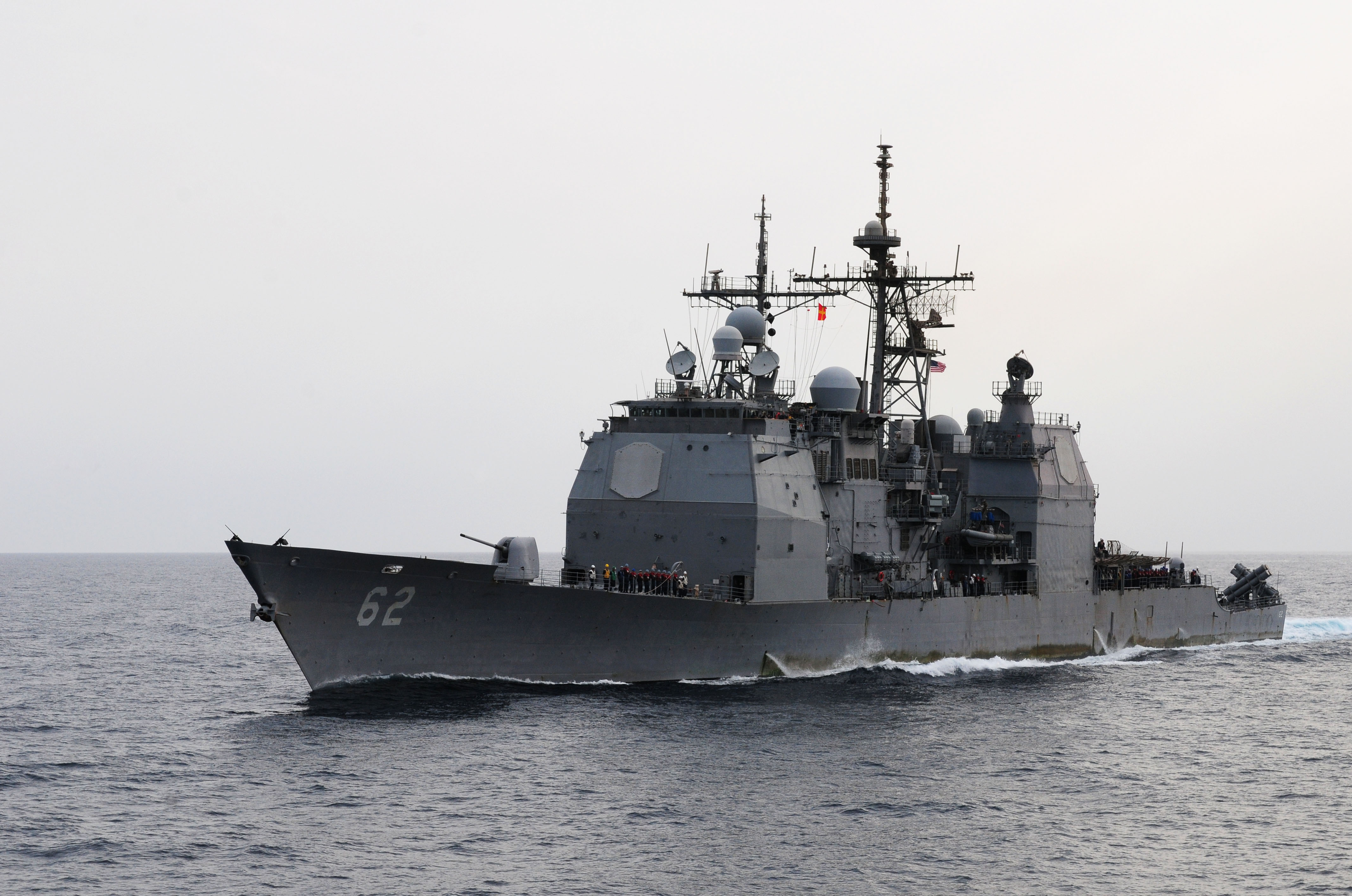
Chancellorsville navega junto al portaaviones Ronald Reagan para repostar combustible en el mar, año 2011.

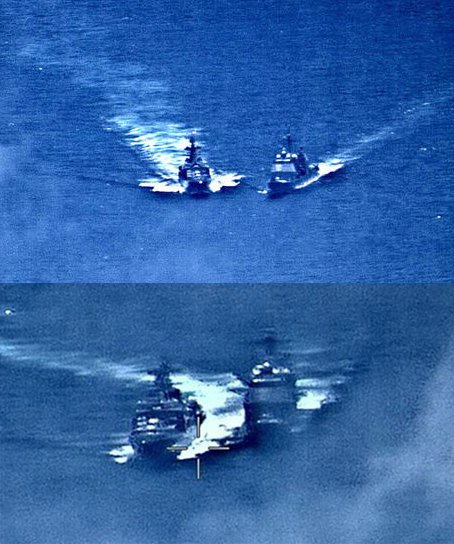
Una fotografía publicada por la USN que muestra una casi colisión entre el Chancellorsville (derecha) y el destructor ruso Almirante Vinogradov, año 2019.

En marzo de 2011, en compañía del portaaviones Ronald Reagan, Chancellorsville fue desplegado frente al noreste de Honshu, Japón, para ayudar con los esfuerzos de socorro después del terremoto y tsunami de Japón de 2011. Durante ese tiempo, las tripulaciones de los helicópteros de Ronald Reagan estuvieron expuestas a fugas de radiación de los accidentes nucleares y los barcos del grupo de ataque del portaaviones fueron movidos para evitar quedar a favor del viento de la instalación.
El 7 de junio de 2019, Chancellorsville estuvo a punto de colisionar con el destructor ruso de la clase Udaloy Almirante Vinogradov. Cada uno culpó al otro por la casi colisión. Fuentes rusas declararon que el incidente ocurrió en el sureste del Mar de China Oriental, mientras que fuentes estadounidenses nombraron el lugar como en el Mar de Filipinas. Según el capitán retirado de la Armada estadounidense Carl Schuster, la estela del barco ruso muestra que "no cumplió ni las normas de circulación ni el acuerdo sobre incidentes en el mar".
El portavoz de la Séptima Flota de los Estados Unidos, el comandante Clayton Doss, dijo que el destructor ruso se acercó a entre 50 y 100 pies (15 a 30 m) del Chancellorsville, "poniendo en riesgo la seguridad de su tripulación y del barco".
La Armada rusa emitió un comunicado afirmando que el Chancellorsville había "cambiado repentinamente su rumbo y cruzado el rumbo del destructor Almirante Vinogradov a unos 50 metros de distancia del barco". Según el mismo comunicado, esto provocó que el Almirante Vinogradov realizara una "maniobra de emergencia" para evitar una colisión con el barco estadounidense. En noviembre de 2019 y nuevamente el 15 de febrero de 2020, el barco transitó por el Estrecho de Taiwán.